# Selenicereus inermis
Selenicereus inermis és una espècie fanerògama que pertany a la família de les cactàcies (Cactaceae).

## Descripció
Selenicereus inermis creix en forma litofíta rastrejant o expansiva amb tiges de color verd clar brillant d'1 a 2,5 cm de diàmetre. Les seves 3 a 5 costelles de vora esmolada són rectes o lleugerament ondulades. Les arèoles es troben en elevacions accidentades i estan separades fins a 6 cm. No hi ha espines.
Les flors són blanques i fan fins a 15 cm de llarg. El seu hipant i el tub floral rarament estan coberts d'espines o pèls. Els fruits no són descrits.

## Distribució i hàbitat
Selenicereus inermis es troba a l'estat mexicà de Chiapas, Costa Rica, Panamà, Colòmbia, Veneçuela i al departament bolivià de La Paz a cotes baixes o fins a 1800 metres.

## Taxonomia
Selenicereus inermis va ser descrita per Nathaniel Lord Britton & Joseph Nelson Rose i publicat a The Cactaceae; descriptions and illustrations of plants of the cactus family (Volum 2: 207–208, f. 287), l'any 1920.
Etimologia
- Selenicereus: nom genèric es deriva del grec Σελήνη (Selene), la deessa de la lluna i cereus, que significa 'espelma' en llatí, en referència a les flors nocturnes.

- inermis: epítet llatí que significa "desarmat, sense espines, indefens; sense dents; sense fibló".[2]

Sinonímia
- Cereus inermis Otto
- Cereus karstenii Salm-Dyck
- Cereus wercklei F.A.C. Weber
- Epiphyllum steyermarkii Croizat
- Mediocactus inermis (Otto) Doweld
- Mediocactus wercklei (F.A.C. Weber) Doweld
- Selenicereus rubineus Kimnach
- Selenicereus wercklei (F.A.C. Weber) Britton & Rose.[3]